# Miyoshi (Tokushima)
Miyoshi (Japans: 三好市, Miyoshi-shi) is een Japanse stad in de prefectuur Tokushima. In 2014 telde de stad 27.322 inwoners.

## Geschiedenis
Op 1 maart 2006 werd Miyoshi benoemd tot stad (shi). Dit gebeurde na het samenvoegen van de gemeenten Mino (三野町), Ikeda (池田町), Ikawa (井川町), Yamashiro (山城町) en de dorpen Higashiiyayama (東祖谷山村) en Nishiiyayama (西祖谷山村).
Steden:
Anan · Awa · Komatsushima · Mima · Miyoshi · Naruto · Tokushima (hoofdstad) · Yoshinogawa

Districten:
Itano · Kaifu  · Katsura · Mima · Miyoshi · Myodo · Myozai · Naka
Gemeenten per district